# Mauritiodoria spinicosta
Mauritiodoria spinicosta är en tvåvingeart som först beskrevs av Thomson 1869.  Mauritiodoria spinicosta ingår i släktet Mauritiodoria och familjen parasitflugor. Inga underarter finns listade i Catalogue of Life.